# 深沢紗希
深沢 紗希（ふかさわ さき、1994年10月13日 - ）は、神奈川県出身の女性アイドルである。Arc Jewel所属のアイドルグループ・Luce Twinkle Wink☆（ルーチェ・トゥインクル・ウィンク）の元メンバー。また、天誅ガールズでは天誅レッドとして出演。愛称は「さきちゃん」。
身長は152cm。血液型はO型。てんびん座。

## 略歴
小学生時代に劇団に入ったことがあったが、2011年、ガールズユニット『Coro☆Coro』（コロコロ）に加入しアイドル活動を本格化。中根礎子を中心に2010年に結成されたCoro☆Coroは、これを機にユニット名義を『Coro☆Coro with 深沢紗希』として進化を遂げ、2012年にはミュージカル『GIRLS BEAT〜旅立ちのうた〜』やTOKYO IDOL FESTIVALへの出演もあったが、2013年2月をもって解散となる。
Coro☆Coro解散から2か月を経た2013年4月5日、TwinBox AKIHABARAで行われた、愛乙女☆DOLL研究生定期公演『らぶけん!〜夢に続く金曜日〜 Vol.1』に出演し、同グループの四期研究生の一人として初お披露目。この研究生チームは翌2014年2月にらぶ☆けんルーチェとらぶ☆けんステラに分割され、ルーチェに配属された深沢は同年5月23日、らぶ☆けんルーチェ改め「Luce Twinkle Wink☆」のメンバーとなった。
2015年4月17日に行われた定期公演にて、学業との両立に悩んで宇佐美幸乃に代わり一時リーダーに就任したが、2016年3月1日に行われた公演にて再び宇佐美が復帰した。
2020年5月25日の公式ブログにて、2020年7月をもってLuce Twinkle Wink☆卒業並びに芸能界引退を発表。

## 人物・逸話
- Luceでの担当カラーは赤であった。
- キャッチフレーズは「しゃべると出る出る紗希ちゃんワールド～最初から最後までクライマックスで～決めちゃうゾ！」
- 姉が1人いる[1]。
- お肉とクラゲが大好きである。
- Luce Twinkle Wink☆のメンバーとして共に活動していた桧垣果穂とは生年月日が一日違いで、通っていた高校も同じだった[5]。この二人の高校の同級生には声優の日高里菜がおり、Luceが主題歌を担当したテレビアニメ『ネトゲの嫁は女の子じゃないと思った?』で日高がヒロインの声優を担当した際、出演したAnimeJapan2016で再会し2ショットをブログにアップしている[6]。

## 参加楽曲
- 刹那ハレーション
- 初恋☆ペンタグラム
- you are a star!
- 少女たちの微熱
- 恋色♡思考回路
- ナミダイロ
- 羨望スターダム
- 1St Love Story
- SHiny Day, Shiny Life
- ラブ×タイムソルジャー～未来と君を行きかう戦士
- Luce Luce Twinkle Wink(未CD化)

## 出演

### 舞台
- スペース☆トリップ歌劇団 旗揚げ公演『GIRLS BEAT〜旅立ちのうた〜』（2012年6月21日 - 24日、中野劇場MOMO）[7]